# Diócesis de Campli
La Sede titular de Campli (en latín: Dioecesis Camplensis) es una sede suprimida y sede titular de la Iglesia católica.

## Historia

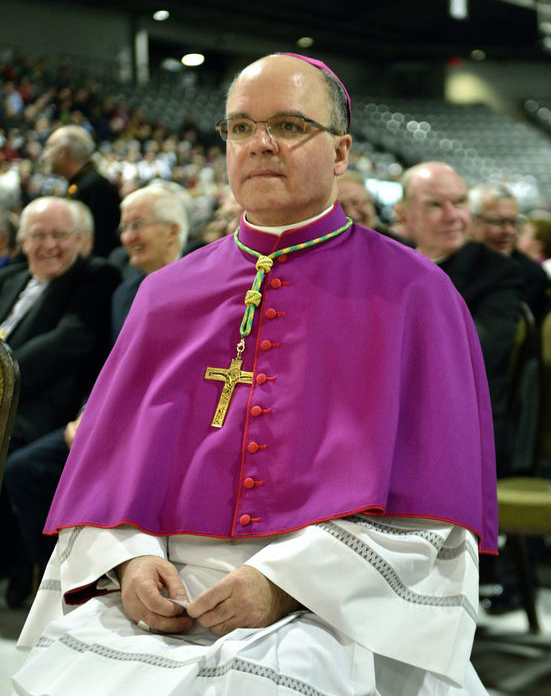
Denis Grondin (1954-), actual arzobispo de Rimouski (Canadá), fue titular de Campli durante su cargo de arzobispo auxiliar de Quebec de 2011 a 2015.

Mediante bula Pro excellenti, del papa Clemente VIII, del 13 de mayo de 1604, Campli obtuvo el título de Ciudad y la sede episcopal y su diócesis vino unida en persona episcopi a la de Ortona. El territorio de la nueva circunscripción eclesiástica, sufragánea de la arquidiócesis de Chieti, fue segregado de las diócesis de Montalto y Teramo. La catedral fue dedicada a la Beata Virgen María.
Con la extinción de la familia Farnesio (1731), dueña de los territorios de Campli y Ortona, todos sus dominios pasaron al hijo de Isabel de Farnesio y Felipe V de España, Carlos de Borbón, que en 1735 se convirtió también en rey de Nápoles y Sicilia, la sede episcopal fue decayendo, hasta el punto que, en 1818 el papa Pío VII suprimió las diócesis unidas de Ortona y Campli: Ortona y su distrito fueron incorporados a la arquidiócesis de Lanciano, mientras que Campli y su territorio fueron integrados a la diócesis de Teramo.
Campli fue restablecida como sede episcopal titular en 1968; el actual obispo titular es Benedictus Son Hee-Song, obispo auxiliar de Archidiócesis de Seúl.

## Episcopologio

### Obispo de Ortona y Campli
- Sede unida a Ortona (1604-1818)
- Giovanni Domenico o Giandomenico Rebiba † (1570-1595)[3]
- Alessandro Boccabarile † (1596-1623)
- Antimo Degli Atti † (1634-1640)
- Francesco Antonio Biondi, O.F.M.Conv. † (1640-1643)
- Alessandro Crescenzi, C.R.S. † (1644-1652)
- Carlo Bonafaccia † (1652-1675)
- Giovanni Vespoli-Casanatte, C.R. † (1675-1716)
- Giuseppe Falconi † (1717-1730)
- Giovanni Romano † (1730-1735)
- Marcantonio Amalfitani † (1735-1765)
- Domenico de Dominicis † (21766-1791)
- Antonio Cresi † (1792-1804)
  - Sede vacante (1804-1818)
  - Sede suprimida (1818-1834)

### Obispos titulares
- Giuseppe Martinoli † (1968-1971)[4]
- Celso Pereira de Almeida, O.P. † (1972-1976)
- Luigi del Gallo Roccagiovine † (1982-2011)
- Denis Grondin (2011-2015)
- Benedictus Son Hee-Song (2015-titular)